# کرویل (تگزاس)
کرویل، تگزاس (به انگلیسی: Kerrville, Texas) شهری در ایالت تگزاس از ایالات جنوبی ایالات متحده آمریکا است. در سرشماری سال ۲۰۰۰، جمعیت این شهر ۲۰۴۲۵ نفر اعلام شد.